# Marija Savinova
Marija Sergejevna Savinova (rusko Мария Сергеевна Савинова), ruska atletinja, * 13. avgust 1985, Čeljabinsk, Sovjetska zveza.
Nastopila je na poletnih olimpijskih igrah leta 2012 ter osvojila naslov olimpijske prvakinje v teku na 800 m, toda zaradi dopinga so ji naslov leta 2017 odvzeli, kot tudi zlato in srebrno medaljo s svetovnih prvenstev in zlato medaljo z evropskih prvenstev. Ostajata ji naslova prvakinje na svetovnih dvoranskih prvenstvih leta 2010 in evropskih dvoranskih prvenstvih leta 2009.